# Indiana Jones and the Army of the Dead
Indiana Jones and the Army of the Dead ist ein 2009 veröffentlichter Abenteuerroman von Steve Perry, der zehn Jahre nach dem letzten Indiana-Jones-Roman erschien. In diesem begibt sich der Archäologe und Abenteurer Indiana Jones im Auftrag des OSS während des Zweiten Weltkriegs nach Haiti, um dort auf einer Insel das Herz der Finsternis, eine faustgroße schwarze Perle, die ursprünglich aus Westafrika stammt, zu finden, ehe diese in die Hände der Japaner oder Deutschen fällt. Der Roman wurde bisher nicht ins Deutsche übersetzt.

## Handlung
1943: Indiana Jones, der inzwischen immer wieder für den OSS arbeitet und zuletzt in Europa eingesetzt war, begibt sich gemeinsam mit seinem Kollegen George „Mac“ McHale auf den Weg nach Haiti, wo sie auf einer kleinen Insel, die als Insel der Toten bezeichnet wird, das Herz der Finsternis suchen wollen. Dabei handelt es sich um eine ursprünglich aus Westafrika stammende, etwa faustgroße schwarze Perle, die von einer längst ausgestorbenen Austernart stammt und von unschätzbarem Wert ist. Sie soll nicht den Achsenmächten in die Hände fallen, da diese damit ihre Kriegsmaschinerie weiter finanzieren könnten. Die beiden suchen Marie Arnoux, eine Einheimische, die auf dem Festland studiert hat, auf und heuern sie wegen ihres Kenntnisse des Landes als Führerin an.
Auf der Insel der Toten angekommen decken sie sich in dortigen Dorf in einem Laden mit Vorräten ein, dabei fällt Jones und Mac auf, dass es dort auffällig viel Munition für Schusswaffen gibt. Am Abend wird ihnen auch der Grund klar, denn sie erleben mit, wie eine Gruppe von Zombies im Dorf auftaucht. Diese können nur abgewehrt werden, weil Marie, die eine Voodoo-Priesterin ist, diese mit ihrer Magie vertreibt.
Als sie sich weiter auf den Weg machen, das Herz der Finsternis zu suchen, heften sich auch in der Karibik befindliche Deutsche und Japaner an ihre Fersen. Beide Gruppen, die sich als Niederländer bzw. Chinesen ausgeben, sind daran interessiert, eine alte Formel zu finden, mit der es möglich ist, nahezu schmerzunempfindlich zu werden. Beide Seiten erhoffen sich daraus einen entscheidenden Vorteil im Krieg. Aufmerksam geworden auf die Suche ist auch Boukman, der mächtigste Zauberer Haitis, der bereits um die zweihundert Jahre alt ist. Er weiß zwar noch nicht, was die verschiedenen Fremden suchen, lässt sie aber durch seine Zombies, die er selbst erschaffen hat und befehligt, beobachten. Sollte eine der ausländischen Gruppen auf etwas stoßen, das auch für ihn von Interesse ist, würde er rasch handeln und es sich holen.
Die Gruppe um Jones findet schließlich nach einer beschwerlichen Reise durch den Dschungel jenen Ort, wo sich der Schatz befindet, und gräbt eine Holzschachtel aus, in der tatsächlich das Herz der Finsternis liegt. Als sie es herausnehmen, wird Marie kurzzeitig ohnmächtig, da sie die darin enthaltene, sehr starke Energie wahrgenommen hat. Dies nahm auch Boukman wahr, der nun erkennt, dass es sich bei der Perle um einen Gegenstand mit sehr mächtiger Energie handelt, und diese für den weiteren Ausbau seiner Macht nutzen will. Hätte er das Herz der Finsternis, so könnte er viel mehr Zombies erschaffen, als es ihm derzeit möglich ist. Er befiehlt seinen Zombies, dass sie den Fremden den Gegenstand abnehmen sollen, verliert dabei jedoch den Großteil seiner Kreaturen, da inzwischen bemerkt wurde, dass diese getötet werden können, wenn man ihnen in den Kopf schießt oder ihnen das Haupt abschlägt. Da Boukman wiederholt seinen Körper verlassen hat und als Geist umherschwebte, merkt er, dass er sehr erschöpft ist. Um schnell wieder an neue Kraft zu gelangen, ruft er den Loa Papa Legba, den Hüter der Wegkreuzungen an, der ihm zu helfen verspricht, wenn Boukman dafür eine Unterkunft für herumstreunende Hunde errichtet.
Ausgestattet mit neuer Kraft erweckt Boukman viele seiner gefallenen Zombies wieder zum Leben und setzt Jones, Mac und Marie, die inzwischen einzigen Überlebenden ihrer Gruppe, nach. Auf der Flucht vor ihren Verfolgern sehen sie sich gezwungen, in einen Fluss zu springen und sich von diesem forttreiben zu lassen, dabei verlieren sie jedoch Marie, die schließlich in Boukmans Hände gerät. Jones und Mac verstecken, als sie wieder an Land gelangen, das Herz der Finsternis in einem hohlen Baumstumpf, werden dabei aber von den Resten der deutlich ausgedünnten deutschen und japanischen Expeditionen, die sich inzwischen zusammengeschlossen haben, beobachtet. Sie nehmen die Kiste an sich, werden jedoch von den Zombies verschleppt.
Boukman bringt neben Marie auch Jones und Mac in seine Gewalt, ebenso mit Dr. Gruber und Dr. Yamada die inzwischen einzigen Überlebenden der beiden Expeditionen. Nun beabsichtigt der Magier, sie alle für das Ritual, bei dem er die Macht der nun in seinen Händen befindlichen Perle auf sich selbst übertragen will, zu opfern. Da Yamada ein Messer im Stiefel versteckt hat, das übersehen wurde, gelingt es den Gefangenen, sich zu befreien. Boukman erzürnt durch das anschließende Chaos die heraufbeschworene Gottheit und wird von dieser schließlich getötet. Er gelangt vor das Tor der Anderswelt, wo Papa Legba seine Enttäuschung darüber deutlich macht, dass die versprochene Unterkunft für Hunde nicht gebaut worden ist. Er meint, dass man sich darüber später mit ihm unterhalten wird, erst einmal würden auf der anderen Seite aber einige Personen mit Boukman sprechen wollen, wobei er anmerkt, dass einige von ihnen nicht sonderlich gut auf ihn zu sprechen sind. Als Boukman das Tor passiert, breitet sich in ihm große Furcht aus.
Gruber und Yamada haben das Chaos dazu genutzt, sich die leere Holzkiste mit der darauf enthaltenen Formel zu schnappen und damit zu fliehen. An die bisherige Abmachung, dass beiden Nationen die Formel zur Verfügung gestellt wird, will sich nun keiner der beiden mehr halten, Gruber tötet schließlich Yamada. Als er sich mit der Kiste zum Strand durchschlägt, wird er am Ufer von einem Zombie getötet, den er auf die Entfernung irrtümlich für einen einheimischen Fischer gehalten hat.
Marie übergibt Jones schließlich das Herz der Finsternis, dessen Kräfte nun auf sie übergegangen sind. Jones’ Vorschlag, mit ihnen auf das Festland zu kommen, schlägt sie aus, weil sie hier von ihren Leuten gebraucht werde. Als Jones und Mac mit dem Flugzeug Haiti verlassen, sehen sie bei einem Blick nach unten noch einmal Gruber und Yamada, die nun ebenfalls Zombies sind und unter Maries Befehl stehen.

## Ausgaben
- Steve Perry: Indiana Jones and the Army of the Dead, Del Rey, New York 2009, ISBN 978-0-345-50698-6.